# Gordon Fester
Gordon Albert Fester (1937 – Edmonton, 11 marzo 2016) è stato un cestista canadese.

## Carriera
Con il Canada ha disputato i Campionati mondiali del 1963 e i Giochi panamericani di San Paolo 1963.